# Pangkalanjati Baru
Pangkalanjati Baru is een bestuurslaag in het regentschap Depok van de provincie West-Java, Indonesië. Pangkalanjati Baru telt 16.255 inwoners (volkstelling 2010).